# Priscila Martínez Almeida
Priscila Martínez Almeida (Guadalajara, México; 25 de marzo de 1994) es una muralista mexicana mayormente conocida por su obra "Nueva Tierra" en el Bosque urbano Tlaquepaque. 

## Reseña biográfica
En 2016 se graduó en la carrera de Artes Plásticas en el Instituto Nacional de Bellas Artes. Su primer proyecto artístico fue un mural de 60 m² en la Preparatoria N.20 de la Universidad de Guadalajara junto con el artista Rubén Aguilar el cual fue concluido en mayo del 2016 acompañado de una exposición individual llamada Platón en el siglo XXI.

## Primeras Obras

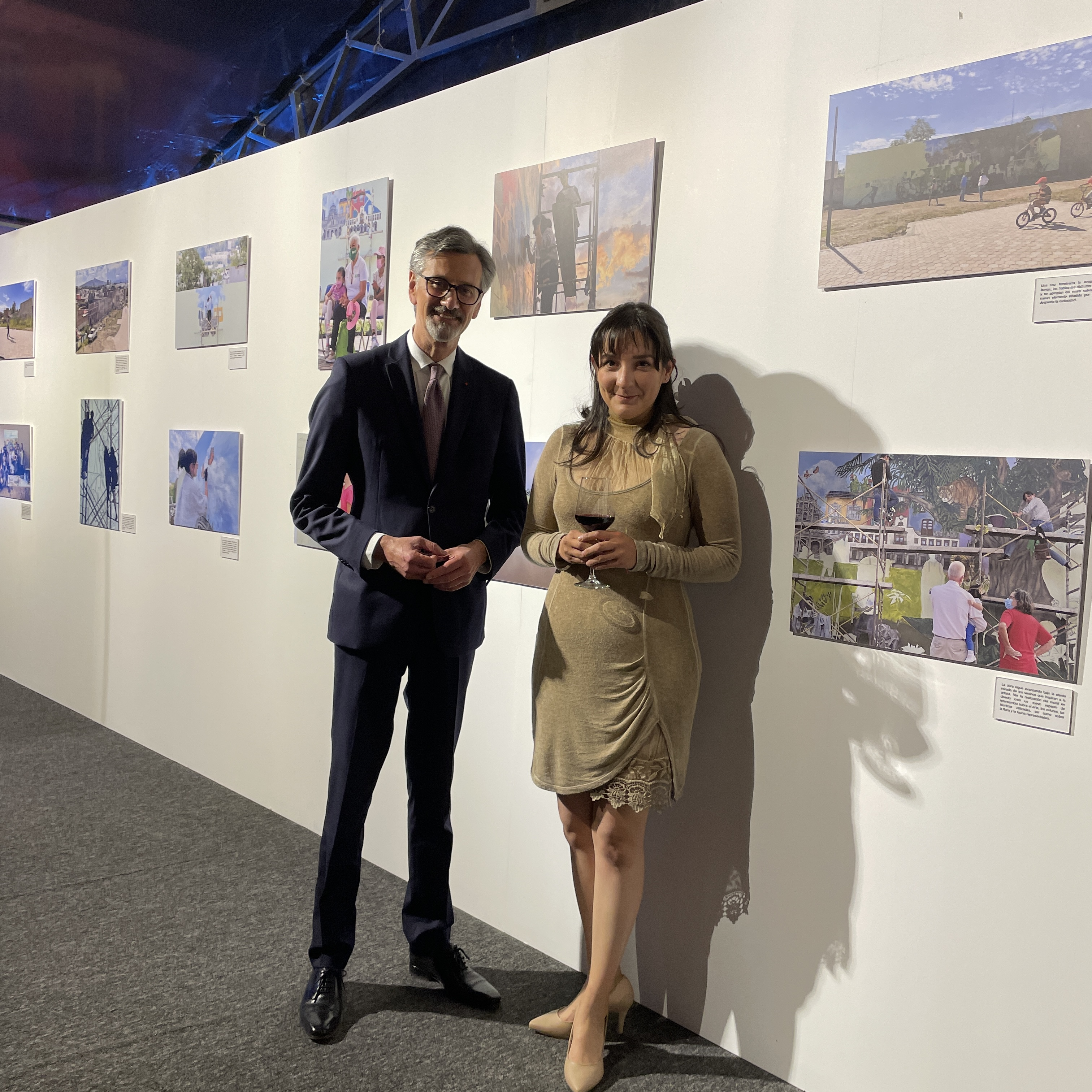
Priscila Martínez Almeida con El embajador de Francia en MéxicoJean-Pierre Asvazadourian

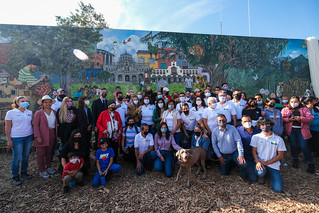
Inauguración del Mural Nueva Tierra, con el colectivo Bosque urbano Tlaquepaque, el Gobernador de Jalisco, el embajador de Francia y la AFD

Terminados sus estudios académicos se mudó a la ciudad de Chicago, EUA. con el propósito de terminar su tesis e investigar la modificación de la percepción humana en condiciones específicas de migración. En enero del 2017 viajó a Marruecos como voluntaria de Initiative Association para realizar un mural de 14 m² como parte de un proyecto auspiciado por dicha asociación a favor de la niñez. En agosto de ese mismo año se llevó a cabo su segunda exposición individual: "Reflejos" en la galería Espacio Azul del INBAL en la ciudad de Guadalajara. Esta exposición junto con una tesis sobre el impacto de las condiciones sociales en la percepción artística, dio por terminado su proceso de titulación en el INBAL. Días después de la inauguración volvió a Marruecos patrocinada por Initiative Assosiation para realizar otros dos murales en Errachidia, Marruecos. En el año 2019 realizó su primer mural en Europa, un encargo de la escultora Monique Gros, con la temática de la ciudad de París de 12 m². En abril de ese mismo año se mudó a Sarajevo, capital de Bosnia y Herzegovina, donde comenzó un proyecto sobre el asedio en Sarajevo que lugar del año 1992 a 1995, poco después regresó a Francia para realizar un mural como homenaje a Gustav Klimt en Angulema, Francia. En agosto del 2019 regresó a su país natal donde realizó algunos murales en México y EUA, incluyendo un mural homenaje a Frida Kahlo en el hotel Hacienda del Lago en Ajijic, México. Los primeros cinco meses de 2021 realizó dos murales en la ciudad de Guadalajara, uno de 15 m² sobre la biodiversidad de la península maya y otro de 60 m² con temática equina. A mediados de ese año terminó de ilustrar el libro Dernier année en Centre-Afrique de Oriane Leroux e inauguró un mural de 7 m² en Ajijic, Jalisco. Actualmente reside en Irlanda.

## Mural Nueva Tierra

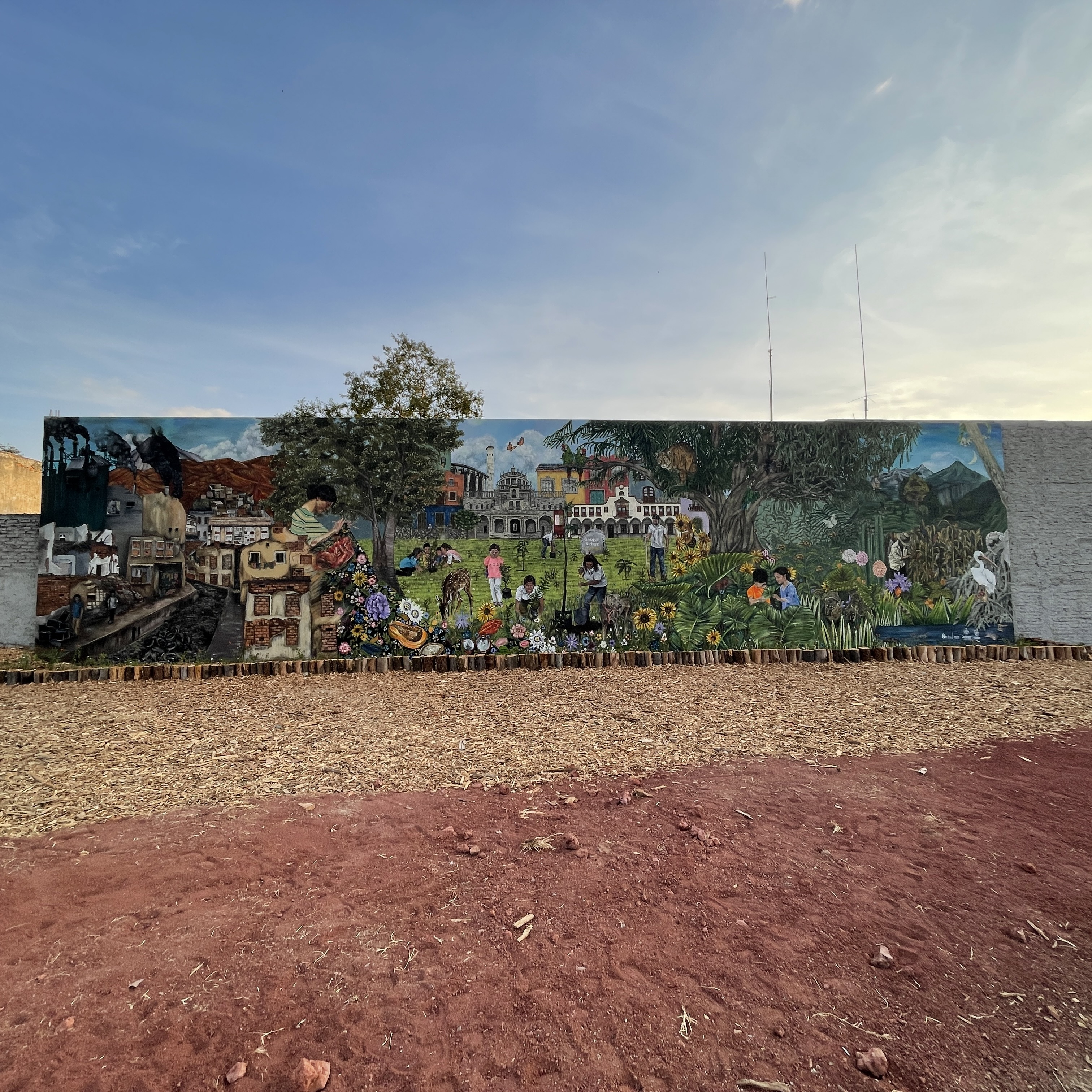
Mural Nueva Tierra. obra de Priscila Martínez Almeida

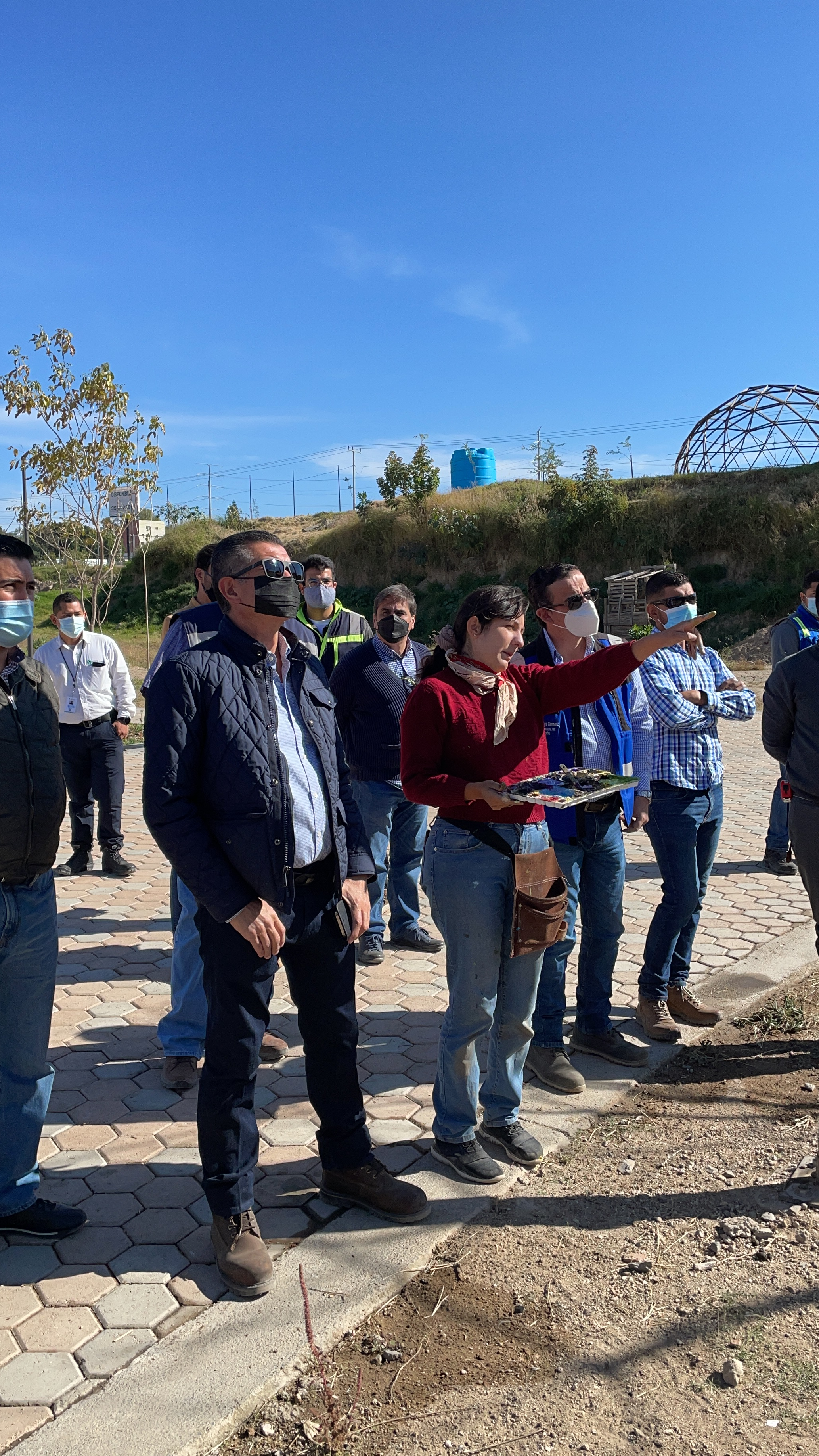
Priscila Martínez con el Secretario de gobierno de Jalisco

En agosto comenzó a trabajar en el proyecto Metis de La Alliance Française du Développement, que consistió en la realización de un mural de 100 m² en el Bosque Urbano Tlaquepaque para conmemorar los ochenta años de dicha institución. El proyecto Metis tenía como objetivo apoyar la concienciación de la importancia de la biodiversidad y el cambio social. A final de ese año, el Gobernador de Jalisco Enrique Alfaro y el embajador de Francia Jean-Pierre Asvazadourian inauguraron el mural Nueva Tierra en Tlaquepaque, Jalisco, México, como cierre del proyecto Metis.